# 하동 두방재
하동 두방재(河東 斗芳齋)는 대한민국 경상남도 하동군 옥종면에 있는, 고려 때 장군인 강민첨(？ ∼ 1021년)의 영정을 모시고 있는 사당이다.
1983년 12월 20일 경상남도의 문화재자료 제81호 두방재로 지정되었다가, 2018년 12월 20일 현재의 명칭으로 변경되었다.

## 개요
고려 때 장군인 강민첨(？∼1021)의 영정을 모시고 제사지내고 있는 사당이다.
장군은 목종 때 문과에 급제하고, 현종 3년(1012) 여진족이 쳐들어오자 영일, 청하 등지에서 이들을 격퇴하였다. 또한 현종 9년(1018) 거란의 소배압이 10만 대군을 이끌고 쳐들어오자 강감찬 장군의 부장으로 출전하여 적군을 대파하는데 큰 공을 세웠다. 이러한 공로로 현종 10년(1019) 응양상장군주국이 되고 이후 추성치리익대공신에 추대되었다.
이 사당의 경내에는 1910년 후세들이 세운 신도비가 있다.

## 같이 보기
- 강민첨

## 참고 자료
- 하동 두방재 - 국가유산청 국가유산포털